# Pattoki
Pattoki (en ourdou : پتّوكى) est une ville pakistanaise, située dans le district de Kasur, dans le centre de la province du Pendjab. Elle est également la capitale du tehsil éponyme.
La ville est située sur la nationale 5, et est située à seulement 50 kilomètres de Lahore, la deuxième ville du pays. Elle vit principalement du commerce du coton et des fleurs, et est par ailleurs proche de la forêt Changa Manga.
La population de la ville a été multipliée par plus de quatre entre 1972 et 2017, passant de 20 006 habitants à 87 737. Entre 1998 et 2017, la croissance annuelle moyenne s'affiche à 2,1 %, un peu moins que la moyenne nationale de 2,4 %. En 2023, la population de la ville monte à 113 735 habitants.
|            | 1972 (rec.) | 1981 (rec.) | 1998 (rec.) | 2017 (rec.) | 2017 (rec.) |
| ---------- | ----------- | ----------- | ----------- | ----------- | ----------- |
| Population | 20 006      | 34 963      | 58 961      | 87 737      | 113 735     |

|}